# Les entranyes de la bèstia (pel·lícula de 2020)
Les entranyes de la bèstia (originalment en anglès, Belly of the Beast) és una pel·lícula documental del 2020 d'Erika Cohn sobre les pràctiques d'esterilització il·legals a la Presó per a Dones del Centre de Califòrnia i altres centres penitenciaris de dones. Realitzada durant un període de set anys, la pel·lícula de 82 minuts documenta la lluita d'una reclusa (Kelli Dillon) i el seu advocat contra el Departament de Correccions. El 31 de maig de 2022 es va estrenar el doblatge en català al programa Sense ficció de TV3.
Les seves investigacions dins de la presó, amb l'ajuda d'aliats externs, posen al descobert pràctiques criminals a tot l'estat que van des de l'atenció sanitària deficient, abús i agressions sexuals, esterilitzacions coercitives i el racisme cap a les dones negres.
La pel·lícula va comptar amb el suport de l'Institut de Cinema de Tribeca a través del Fons Documental Gucci de Tribeca (2015), la Xarxa TFI (2017) i el programa TFI Pond5 (primavera de 2019). El 20% dels ingressos de la pel·lícula es van destinar a donar suport al Projecte Dones i Justícia.

## Recepció
Va ser la pel·lícula de la nit d'obertura del Festival de Cinema de Human Rights Watch de 2020 i va ser nomenada com a Selecció de la Crítica del New York Times. El Washington Post va enumerar la pel·lícula com "una pel·lícula per veure" l'octubre de 2020. Va ser a la llista de pel·lícules destacades per a adults del 2022 de l'American Library Association.